# کتاب‌شناسی رضا داوری اردکانی
نوشته‌های رضا داوری اردکانی شامل ده‌ها کتاب و صدها مقاله عمدتاً به زبانِ فارسی است.

## کتاب‌های تألیفی
| عنوان                                                            | سال     | ناشر                                                          | شابک              | تعداد صفحات(نوع جلد-قطع) | توضیح |
| ---------------------------------------------------------------- | ------- | ------------------------------------------------------------- | ----------------- | ------------------------ | --- |
| شاعران در زمانه عسرت                                             | ۱۳۵۰    | نیل                                                           |                   |                          | |
| شاعران در زمانه عسرت                                             | ۱۳۷۳    | گروس                                                          |                   |                          | |
| شاعران در زمانه عسرت                                             | ۱۳۹۰    | پرسش                                                          | ‏‫‭۹۷۸-۹۶۴-۸۶۸۷-۶۷-۵ |                          | |
| فلسفهٔ مدنی فارابی                                                | ۱۳۵۴    | مرکز مطالعات و هماهنگی فرهنگی                                 |                   |                          | |
| فلسفهٔ مدنی فارابی                                                | ۱۳۷۴    | طرح نو                                                        |                   |                          | با عنوان فارابی |
| فلسفهٔ مدنی فارابی                                                | ۱۳۸۲    | ساقی                                                          | ۹۷۸-۹۶۴-۵۶۷۵-۵۵-۳ |                          | با عنوان فارابی: فیلسوف فرهنگ ترجمه به عربی تحت عنوان الفارابی فیلسوف الثقافه |
| فلسفهٔ مدنی فارابی                                                | ۱۳۸۹    | سخن                                                           | ۹۷۸-۹۶۴-۳۷۲-۴۴۷-۴ |                          | با عنوان فارابی: فیلسوف فرهنگ ترجمه به عربی تحت عنوان الفارابی فیلسوف الثقافه |
| فارابی، مؤسس فلسفه اسلامی                                        | ۱۳۵۴    | انجمن شاهنشاهی فلسفه ایران                                    |                   |                          | ترجمه به عربی با عنوان الفارابی مؤسس الفلسفه الاسلامیه |
| فارابی، مؤسس فلسفه اسلامی                                        | ۱۳۶۲    | مؤسسهٔ مطالعات و تحقیقات فرهنگی                                |                   |                          | ترجمه به عربی با عنوان الفارابی مؤسس الفلسفه الاسلامیه |
| فارابی، مؤسس فلسفه اسلامی                                        | ۱۳۷۵    | پژوهشگاه علوم انسانی و مطالعات فرهنگی                         | ۹۷۸-۹۶۴-۴۲۶-۰۴۸-۱ |                          | ترجمه به عربی با عنوان الفارابی مؤسس الفلسفه الاسلامیه |
| مبانی نظری تمدن غربی                                             | ۱۳۵۵    | توشه                                                          |                   |                          | ترجمهٔ عربی با عنوان الفکر الغربی و الحضارة الغربیه |
| مبانی نظری تمدن غربی                                             | ۱۳۷۹    | ساقی                                                          | ۹۷۸-۹۶۴-۵۶۷۵-۲۷-۸ |                          | با عنوان تمدن و تفکر غربی |
| عصر اوتوپی                                                       | ۱۳۵۶    | حکمت                                                          |                   |                          | |
| عصر اوتوپی                                                       | ۱۳۷۹    | ساقی                                                          | ۹۷۸-۹۶۴-۵۶۷۵-۱۶-۲ |                          | با عنوان اوتوپی و عصر تجدد |
| سیر فلسفه                                                        | ۱۳۵۶    | وزارت آموزش و پرورش                                           |                   |                          | کتاب درسی س‍ال چ‍ه‍ارم آم‍وزش م‍ت‍وس‍طه ع‍م‍وم‍ی، رشته ف‍ره‍ن‍گ و ادب، با همکاری م‍ح‍س‍ن ج‍ه‍ان‍گ‍ی‍ری و ف‍ری‍دون ح‍ق‍ی‍ق‍ی |
| مقام فلسفه در تاریخ دوره اسلامی                                  | ۱۳۵۶    | دفتر مطالعات و برنامه‌ریزی فرهنگی                              |                   |                          | |
| مقام فلسفه در تاریخ دوره اسلامی                                  | ۱۳۵۸    | نهضت زنان مسلمان                                              |                   |                          | |
| مقام فلسفه در تاریخ دوره اسلامی                                  | ۱۳۷۹    | پژوهشگاه علوم انسانی و مطالعات فرهنگی                         |                   |                          | |
| وضع کنونی تفکر در ایران                                          | ۱۳۵۷    | سروش                                                          |                   |                          | |
| وضع کنونی تفکر در ایران                                          | ۱۳۶۳    | سروش                                                          |                   |                          | با عنوان شمه‌ای از تاریخ غرب‌زدگی ما |
| فلسفه چیست؟                                                      | ۱۳۵۹    | مرکز ایرانی مطالعهٔ فرهنگ‌ها با همکاری انجمن حکمت و فلسفهٔ ایران |                   |                          | |
| فلسفه چیست؟                                                      | ۱۳۷۴    | پژوهشگاه علوم انسانی و مطالعات فرهنگی                         |                   |                          | |
| انقلاب اسلامی و وضع کنونی عالم                                   | ۱۳۶۱    | مرکز فرهنگی علامه طباطبایی                                    |                   |                          | |
| انقلاب اسلامی و وضع کنونی عالم                                   | ۱۳۸۷    | مهرنیوشا                                                      | 978-964-96155-5-4 |                          | |
| ناسیونالیسم، حاکمیت ملی و استقلال                                | ۱۳۶۴    | پرسش                                                          |                   |                          | |
| ناسیونالیسم و انقلاب                                             | ۱۳۶۵    | وزارت فرهنگ و ارشاد اسلامی                                    |                   |                          | |
| دفاع از فلسفه                                                    | ۱۳۶۶    | وزارت فرهنگ و ارشاد اسلامی                                    |                   |                          | |
| فلسفه در بحران                                                   | ۱۳۷۳    | امیرکبیر                                                      | ‎۹۶۴-۰۰-۰۰۵۵-۸     |                          | |
| فلسفه در بحران                                                   | ۱۳۸۶    | امیرکبیر                                                      | ۹۷۸-۹۶۴-۳۰۴-۲۳۶-۳ |                          | با عنوان فلسفه در دام ایدئولوژی |
| سیر اجمالی در اندیشهٔ پست‌مدرن                                     | ۱۳۷۸    | دفتر نشر فرهنگ اسلامی                                         |                   |                          | همچنین منتشر شده در فلسفه و انسان معاصر |
| کارل پوپر در ایران                                               | ۱۳۷۸    | دفتر نشر فرهنگ اسلامی                                         | ۹۶۴-۴۳۰-۷۷۶-۳     |                          | همچنین منتشر شده در فلسفه و انسان معاصر |
| فرهنگ، خرد و آزادی                                               | ۱۳۷۸    | ساقی                                                          | ۹۷۸-۹۶۴-۵۶۷۵-۰۷-۳‬ |                          | |
| فرهنگ، خرد و آزادی                                               | ۱۳۹۲    | سخن                                                           | ۹۷۸-۹۶۴-۳۷۲-۶۳۰-۰ |                          | |
| فلسفه و بحران غرب                                                | ۱۳۷۸    | هرمس                                                          | ۹۶۴-۶۶۴۱-۴۳-۱     |                          | گروه مؤلفان و مترجمان |
| درباره غرب                                                       | ۱۳۷۹    | هرمس                                                          | ‫‭۹۷۸-۹۶۴-۳۶۳-۴۶۱-۲ |                          | منتشرشده با تنقیح و اضافات و ضمایم جدید، ۱۳۸۶ |
| درباره غرب                                                       | چ4 1400 | هرمس                                                          | ۹۷۸-۹۶۴-۳۶۳-۴۶۱-۲ | 464(شومیز)               | ویراست سوم |
| درباره علم                                                       | ۱۳۷۹    | هرمس                                                          | ۹۶۴-۷۱۰۰-۲۰-۵     |                          | ویراست سوم ۱۳۹۰ این کتاب به خط سیریلیک نیز در تاجیکستان منتشر شد |
| سیری انتقادی در فلسفه کارل پوپر                                  | ۱۳۷۹    | موسسه فرهنگی دانش و اندیشهٔ معاصر                              |                   |                          | |
| سیری انتقادی در فلسفه کارل پوپر                                  | ۱۳۸۸    | پژوهشگاه فرهنگ و اندیشه اسلامی                                | ۹۷۸-۹۶۴-۲۹۸۲-۸۸-۲ |                          | |
| فلسفه و انسان معاصر                                              | ۱۳۸۳    | مؤسسه تحقیقات علوم انسانی                                     | ۹۶۴-۸۱۶۸-۱۸-۰     |                          | |
| فلسفه تطبیقی                                                     | ۱۳۸۳    | ساقی                                                          | ۹۷۸-۹۶۴-۵۶۷۵-۵۷-۶ |                          | |
| فلسفه تطبیقی                                                     | ۱۳۹۱    | سخن                                                           | ‏‫‭۹۷۸-۹۶۴-۳۷۲-۶۱۱-۹‮‬ |                          | |
| رساله در باب سنت و تجدد                                          | ۱۳۸۴    | ساقی                                                          | ۹۷۸-۹۶۴-۵۶۷۵-۵۶-۱ |                          | منتشرشده به‌عنوان ضمیمهٔ کتاب ما و راه دشوار تجدد (نشر رستا ۱۳۸۹) ترجمهٔ عربی تحت عنوان التقلید و الحداثه |
| ما و راه دشوار تجدد                                              | ۱۳۸۴    | ساقی                                                          | ۹۷۸‫‭‭‎-۹۶۴-۵۶۷۵-۵۰-۲ |                          | برخی مقالات این مجموعه به عربی ترجمه شده: نحن و عورة طریق الحداثه |
| ما و راه دشوار تجدد                                              | ۱۳۸۹    | رستا                                                          | ۹۷۸-۶۰۰-۹۱۲۳۰-۰-۱ |                          | به ضمیمهٔ رساله در باب سنت و تجدد |
| فلسفه معاصر ایران                                                | ۱۳۸۴    | ساقی                                                          | ۹۷۸-۹۶۴-۵۶۷۵-۴۵-۳ |                          | |
| فلسفه معاصر ایران                                                | ۱۳۹۰    | سخن                                                           | ۹۷۸-۹۶۴-۳۷۲-۵۳۵-۸‬ |                          | |
| فلسفه، سیاست و خشونت                                             | ۱۳۸۵    | هرمس                                                          | ۹۷۸-۹۶۴-۳۶۳-۸۲۱-۴ |                          | |
| فلسفه، سیاست و خشونت                                             | چ2 1400 | هرمس                                                          | ۹۷۸-۹۶۴-۳۶۳-۸۲۱-۴ | 234(شومیز)               | |
| علم و سیاست‌های آموزشی - پژوهشی                                   | ۱۳۸۷    | پژوهشگاه علوم انسانی و مطالعات فرهنگی                         |                   |                          | |
| علم و سیاست‌های آموزشی - پژوهشی                                   | ۱۳۸۹    | پژوهشگاه علوم انسانی و مطالعات فرهنگی                         | ۹۷۸-۹۶۴-۴۲۶-۴۳۸-۲ |                          | تنقیح جدید با عنوان علم و پژوهش و سیاست‌های پژوهشی |
| سیاست، تاریخ، تفکر                                               | ۱۳۸۷    | ساقی                                                          | ۹۷۸-۹۶۴-۵۶۷۵-۷۱-۲ |                          | |
| سیاست، تاریخ، تفکر                                               | ۱۳۹۱    | سخن                                                           | ‏‫‬‭۹۷۸-۹۶۴-۳۷۲-۶۱۴-۰ |                          | با عنوان سیاست، تفکر، تاریخ |
| نگاهی دیگر به تاریخ فلسفه اسلامی                                 | ۱۳۸۷    | دانشگاه تهران                                                 | ۹۷۸-۹۶۴-۰۳-۵۸۲۵-۲ |                          | |
| عقل و زمانه: گفتگوها                                             | ۱۳۸۷    | سخن                                                           | ‏‫‭‬‭۹۷۸-۹۶۴-۳۷۲-۳۳۴-۷ |                          | |
| چالش با فیلسوف: فلسفه در روزگار فروبستگی                         | ۱۳۸۸    | پژوهشکده مطالعات فرهنگی و اجتماعی                             | ‏‫‏‫‬‭۹۷۸-۹۶۴-۲۷۳۸-۸۴-۷ |                          | گفتگو و نگارش علی خورسندی طاسکوه |
| ما و تاریخ فلسفه اسلامی                                          | ۱۳۸۹    | پژوهشگاه فرهنگ و اندیشهٔ اسلامی                                | ‫‬‭۹۷۸-۶۰۰-۱۰۸-۱۱۳-۲ |                          | |
| علوم انسانی و برنامه‌ریزی توسعه                                   | ۱۳۸۹    | فردایی دیگر                                                   | ‏‫‭‭‭۹۷۸-۶۰۰-۹۳۰۰۰-۰-۶ |                          | |
| هنر و حقیقت                                                      | ۱۳۹۰    | رستا                                                          | ۹۷۸-۶۰۰-۹۱۲۳۰-۱-۸ |                          | |
| درباره تعلیم و تربیت در ایران                                    | ۱۳۹۰    | سخن                                                           | 978-964-372-574-7 |                          | |
| اندیشه پست‌مدرن                                                   | ۱۳۹۱    | سخن                                                           | ‭۹۷۸-۹۶۴-۳۷۲-۶۱۹-۵ |                          | |
| نگاهی نو به سیاست و فرهنگ                                        | ۱۳۹۰    | سخن                                                           | ‏‫۹۷۸-۹۶۴-۳۷۲-۵۷۰-۹‬ |                          | |
| نگاهی نو به سیاست و فرهنگ                                        | ۱۳۹۱    | سخن                                                           | ‏‫۹۷۸-۹۶۴-۳۷۲-۶۲۰-۱‭‬‭‮‬ |                          | با عنوان نگاهی نو به فلسفه و فرهنگ |
| زبان استعاری و استعاره‌های مفهومی                                 | ۱۳۹۱    | هرمس                                                          | ۹۷۸-۹۶۴-۳۶۳-۸۴۵-۰ |                          | گروه مؤلفان |
| فرهنگ و کارآمدی                                                  | ۱۳۹۲    | سخن                                                           | ۹۷۸-۹۶۴-۳۷۲-۶۲۵-۶ |                          | |
| شعر و همزبانی                                                    | ۱۳۹۲    | رستا                                                          | ۹۷۸-۶۰۰-۹۱۲۳۰-۲-۵ |                          | |
| فلسفه، ایدئولوژی و دروغ                                          | ۱۳۹۲    | سخن                                                           | ۹۷۸-۹۶۴-۳۷۲-۶۴۵-۴ |                          | |
| فلسفه و آینده‌نگری                                                | ۱۳۹۲    | سخن                                                           | ۹۷۸-۹۶۴-۳۷۲-۶۷۳-۷ |                          | |
| سیری در تاریخ روشنفکری در ایران و جهان                           | ۱۳۹۲    | سخن                                                           | ‏‫۹۷۸-۹۶۴-۳۷۲-۶۷۴-۴ |                          | |
| هیدگر و گشایش راه تفکر آینده                                     | ۱۳۹۳    | نقش جهان                                                      | ‏‫‭‫۹۷۸-۹۶۴-۶۶۸۸-۶۱-۲ |                          | به‌ضمیمهٔ فلسفه چیست؟ اثر مارتین هایدگر |
| علم، اخلاق و سیاست                                               | ۱۳۹۳    | سخن                                                           | ‭۹۷۸-۹۶۴-۳۷۲-۷۰۵-۵ |                          | |
| فرهنگ، فلسفه و علوم انسانی                                       | ۱۳۹۳    | سخن                                                           | ‫۹۷۸-۹۶۴-۳۷۲-۶۹۰-۴ |                          | |
| سیاست و فرهنگ                                                    | ۱۳۹۳    | سخن                                                           | ۹۷۸-۹۶۴-۳۷۲-۶۲۱-۸ |                          | |
| مسائل تاریخی و قدرت سیاست                                        | ۱۳۹۴    | فرهنگستان علوم ایران                                          |                   |                          | |
| آفاق فلسفه در سپهر فرهنگ                                         | ۱۳۹۴    | ققنوس                                                         | ۹۷۸-۶۰۰-۲۷۸-۲۱۶-۸ |                          | گفتگوی حامد زارع با رضا داوری‌اردکانی |
| گاه خرد                                                          | ۱۳۹۵    | نقد فرهنگ                                                     | ۹۷۸-۶۰۰-۸۴۰۵-۱۰-۸ |                          | گفتگو با دکتر رضا داوری‌اردکانی‏‫/ به کوشش حسین کلباسی‌اشتری |
| اخلاق در عصر مدرن                                                | ۱۳۹۵    | سخن                                                           | ‏‫‭۹۷۸-۹۶۴-۳۷۲-۶۱۵-۷ |                          | |
| خرد سیاسی در زمان توسعه‌نیافتگی                                   | ۱۳۹۵    | سخن                                                           | ‏‫‭۹۷۸-۹۶۴-۳۷۲-۷۷۴-۱ |                          | |
| اکنون و آینده ما                                                 | ۱۳۹۶    | نقد فرهنگ                                                     | ۹۷۸-۶۰۰-۸۴۰۵-۲۱-۴ |                          | |
| نگاهی فلسفی به مسائل کنونی ایران                                 | ۱۳۹۶    | سخن                                                           | ۹۷۸-۹۶۴-۳۷۲-۸۲۶-۷ |                          | |
| خرد و توسعه                                                      | ۱۳۹۷    | سخن                                                           | ۹۷۸-۹۶۴-۳۷۲-۹۰۱-۱ |                          | |
| درباره علوم انسانی                                               | 1398    | پژوهشکده مطالعات فرهنگی و اجتماعی                             | ‏‫‬‭978-622-226-044-6‬ |                          | |
| نقد فرهنگ توسعه نیافتگی: علم، فلسفه و عقلانیت                    | 1399    | نقد فرهنگ                                                     | 978-622-6682-42-8 | 278(شومیز-رقعی)          | صفحه ی کتاب در سایت ناشر |
| نقد فرهنگ توسعه نیافتگی: علم، سیاست و تاریخ                      | 1399    | نقد فرهنگ                                                     | 978-622-6682-43-5 | 423(شومیز-رقعی)          | صفحه ی کتاب در سایت ناشر |
| نقد فرهنگ توسعه نیافتگی: پژوهش علمی و سیاست علم                  | 1399    | نقد فرهنگ                                                     | 978-622-6682-44-2 | 278(شومیز-رقعی)          | صفحه ی کتاب در سایت ناشر |
| نقد فرهنگ توسعه نیافتگی (دوره سه جلدی)                           | 1399    | نقد فرهنگ                                                     | 978-622-6682-41-1 | 988(شومیز-رقعی)          | صفحه ی کتاب در سایت ناشر |
| خلاق در زندگی کنونی و شرایط اخلاقی پیشرفت و اعتلای علوم انسانی   | 1399    | پژوهشگاه علوم انسانی و مطالعات فرهنگی                         | ۹۷۸-۶۲۲-۶۳۰۴-۷۱-۹ | 418(شومیز)               | مرجع 1مرجع 2صفحه ی کتاب در سایت رسمی جناب اردکانی |
| کرونا: بلایی طبیعی یا تاریخی                                     | 1400    | کتاب برتر                                                     | ۹۷۸-۶۲۲-۹۷۴۰۸۶-۶  | 80(شومیز)                | |
| گسست تاریخی و شرق‌شناسی                                           | 1400    | نقد فرهنگ                                                     | ۹۷۸-۶۲۲-۶۶۸۲-۹۳-۰ | 216(شومیز)               | صفحه ی کتاب در سایت ناشر |
| آفاق فلسفه در سپهر فرهنگ( گفتگوی حامد زارع با رضا داوری اردکانی) | 1401    | ققنوس                                                         | ۹۷۸-۶۲۲-۰۴-۰۲۸۵-۵ | 320(شومیز)               | صفحه ی کتاب در سایت ناشر |
| آزادی، قانون و سازمان                                            | 1401    | پگاه روزگار نو                                                | ۹۷۸-۶۲۲-۶۷۰۰-۱۹-۱ | 220(شومیز)               | صفحه ی کتاب در سایت ناشر |
| درباره ی ناسیونالیسم، ملت و ملیت                                 | 1401    | نقد فرهنگ                                                     | ۹۷۸-۶۲۲-۶۶۸۲-۷۴-۹ | 430(شومیز)               | صفحه ی کتاب در سایت ناشر |
| نقد تجدد و درد توسعه نیافتگی                                     | 1401    | نقد فرهنگ                                                     | 978-622-7919-55-4 | 368(شومیز-رقعی)          | صفحه ی کتاب در سایت ناشر |
| علوم انسانی و برنامه ریزی توسعه                                  | 1401    | نقد فرهنگ                                                     | 978-622-7919-49-3 | 340(شومیز-رقعی)          | صفحه ی کتاب در سایت ناشر |
| ما و راه دشوار تجدد؛ به ضمیمۀ رساله در باب سنت و تجدد            | 1401    | نقد فرهنگ                                                     | 978-622-7919-35-6 | 411(شومیز-رقعی)          | صفحه ی کتاب در سایت ناشر |
| فلسفۀ تطبیقی و میان فرهنگی (چالش ها و کاوش ها)                   | 1401    | نقد فرهنگ                                                     | 978-622-7919-25-7 | 369(شومیز-رقعی)          | گفت‌وگوهایی با: محمدرضا بهشتی، قاسم پورحسن، رضا داوری اردکانی، مهدی دهباشی، رضا دهقانی، انشاءالله رحمتی، حمید طالب‌زاده، حسین غفاری، مقصود فراستخواه، علی‌اصغر مصلح و آثاری از: گئورگ اشتنگر، ماسون اورسل، ریوزوکه اهاشی، بیژن عبدالکریمی، رام ادهر مال، فرانتز مارتین ویمر صفحه ی کتاب در سایت ناشر |

## ترجمه‌ها
| عنوان                   | مؤلف          | ناشر                            | سال  | شناساگر           | توضیح                                   |
| ----------------------- | ------------- | ------------------------------- | ---- | ----------------- | --------------------------------------- |
| چند نامه به دوست آلمانی | آلبر کامو     | نیل                             | ۱۳۴۷ |                   |                                         |
| چند نامه به دوست آلمانی | آلبر کامو     | حوزه هنری سازمان تبلیغات اسلامی | ۱۳۷۲ | 978-964-471-172-6 |                                         |
| فلسفه در قرن بیستم      | ژان لاکوست    | سمت                             | ۱۳۷۵ | 978-964-459-169-3 |                                         |
| فلسفه چیست؟             | مارتین هایدگر | سمت                             | ۱۳۷۵ |                   | ضمیمهٔ کتاب فلسفه در قرن بیستم           |
| فلسفه چیست؟             | مارتین هایدگر | نقش جهان                        | ۱۳۹۳ |                   | ضمیمهٔ کتاب هیدگر و گشایش راه تفکر آینده |

## مقالات
| نام مقاله | سال انتشار | منبع |  |
| --- | ---------- | --- |  |
| پاسخ به آقای دکتر صناعی | 1345       | نگین » فروردین 1345 - شماره 11 (‎4 صفحه - از 6 تا 6، از 61 تا 63 )                                                      |  |
| بحثی در آثار سیاسی فارابی | 1346       | معارف اسلامی(سازمان اوقاف) » آبان 1346 - شماره 4 (‎6 صفحه - از 65 تا 70 )                                               |  |
| خصوصیات روانی- اجتماعی جوانان امروز و کوششهای فعلی تعلیم و تربیت | 1347       | مطالعات جامعه شناختی » دوره قديم، زمستان 1347 - شماره 2 ISC (‎14 صفحه - از 89 تا 102 )                                  |  |
| طرح مسائل مربوط به انتقال فلسفه یونان به عالم اسلامی و تاثیر افلاطون و ارسطو در حکمت علمی فارابی                                                                          | 1348       | معارف اسلامی(سازمان اوقاف) » فروردین 1348 - شماره 8 (‎7 صفحه - از 106 تا 112 )                                          |  |
| انسان، زبان تمدن | 1348       | فرهنگ و زندگی ۱۳۴۸ شماره ۱ (ویژه فرهنگ)                                                                                |  |
| بشر از نظرگاه متفکران یونانی و مسیحی | 1349       | فرهنگ و زندگی سال ۱۳۴۹ شماره ۳ (ویژه انسان)                                                                            |  |
| تاویل قرآن و حکمت معنوی اسلام (ترجمه) | 1349       | معارف اسلامی (سازمان اوقاف) خرداد ۱۳۴۹ شماره ۱۱                                                                        |  |
| شاعران در زمانه عسرت به چه کار می آیند؟ | 1349       | دانشکده ادبیات و علوم انسانی دانشگاه تهران سال هفدهم فروردین و تیر ۱۳۴۹ شماره ۳ و ۴ (پیاپی ۷۲ و ۷۳)                    |  |
| نقدی بر مجموعه آثار فارسی شیخ اشراق به تصحیح و تحشیه و مقدمه دکتر سید حسین نصر                                                                                            | 1349       | دانشکده ادبیات و علوم انسانی دانشگاه تهران سال هفدهم فروردین و تیر ۱۳۴۹ شماره ۳ و ۴ (پیاپی ۷۲ و ۷۳)                    |  |
| اوتوپی و بحران تفکر در جهان جدید | 1353       | دانشکده سال اول زمستان ۱۳۵۳ شماره ۱                                                                                    |  |
| اوتوپی و بحران دوره جدید | 1354       | دانشکده سال اول بهار ۱۳۵۴ شماره ۲                                                                                      |  |
| عنایت الهی در فلسفه توماس اکوئیناس | 1354       | دانشکده ادبیات و علوم انسانی دانشگاه تهران بهار 1354، سال بیست و دوم - شماره 1 ISC (‎15 صفحه - از 244 تا 258 )          |  |
| نقد کتاب: چنین گفت زرتشت | 1354       | فرهنگ و زندگی سال ۱۳۵۴ شماره ۱۹ و ۲۰ (ویژه زن در فرهنگ ایران و جهان)                                                   |  |
| وضع کنونی شعر فارسی | 1354       | دانشکده سال اول پاییز ۱۳۵۴ شماره ۴                                                                                     |  |
| وضع تاریخی تفکر و فلسفه در ایران | 1355       | جاویدان خرد ۱۳۵۵ شماره ۱                                                                                               |  |
| علم تاریخ و تمدن جدید | 1355       | دانشکده سال دوم ۱۳۵۵ شماره ۵                                                                                           |  |
| نسبت نظر و عمل در طی تحول تفکر غربی(مترجم) | 1355       | الفبا سال ۱۳۵۵ جلد پنجم                                                                                                |  |
| ملاحظاتی در باب انقلاب ایران | 1358       | دانشکده ادبیات و علوم انسانی دانشگاه تهران » تابستان 1358، سال بیست و چهارم - شماره 3 و 4 ISC (‎24 صفحه - از -5 تا 18 ) |  |
| ابن سینا، نابغه و فیلسوف | 1359       | پیام یونسکو آبان ۱۳۵۹ شماره ۱۲۸                                                                                        |  |
| بحث ولایت در آثار قیصری | 1360       | نشر دانش مرداد تا آبان ۱۳۶۰ شماره ۵ و ۶                                                                                |  |
| بعضی اشارات و ملاحظات در مورد شماره مخصوص اسلام | 1360       | پیام یونسکو » شهریور و مهر 1360 - شماره 138 (‎1 صفحه - از 78 تا 78 )                                                    |  |
| فلسفه و انقلاب | 1360       | دانشکده ادبیات و علوم انسانی دانشگاه تهران » پاییز 1360 - شماره 5 ISC (‎22 صفحه - از 4 تا 25 )                          |  |
| هنر رحمانی و هنر شیطانی، هر دو در دوره ما رواج دارند | 1361       | فصلنامه هنر ۱۳۶۱ شماره ۲                                                                                               |  |
| گامی در راه شناخت افلوطین | 1361       | نشر دانش بهمن و اسفند ۱۳۶۱ شماره ۱۴                                                                                    |  |
| انقلاب ایران انقلاب اسلامی است |            | دانشگاه انقلاب » اردیبهشت 1361 - شماره 11 (‎7 صفحه - از 21 تا 24، از 40 تا 40، از 74 تا 75 )                            |  |
| عرفان و اسلام | 1362       | دانشکده ادبیات و علوم انسانی دانشگاه تهران سال بیست و پنجم پاییز ۱۳۶۲ شماره ۱ و ۲ و ۳ و ۴ (پیاپی ۱۰۱ تا ۱۰۴)           |  |
| نفسانیت، جوهر و حقیقت غرب | 1363       | کیهان فرهنگی فروردین ۱۳۶۳ شماره ۱                                                                                      |  |
| ضرورت شناخت ماهیت علوم انسانی | 1363       | نشر دانش مهر و آبان ۱۳۶۳ شماره ۲۴                                                                                      |  |
| ملاحظاتی چند پیرامون جامعه باز و دشمنانش | 1364       | کیهان فرهنگی دی ۱۳۶۴ شماره ۲۲                                                                                          |  |
| یافته های فلسفی در تفسیر کبیر فخرالدین رازی | 1365       | معارف ۱۳۶۵ شماره ۷ |  |
| هنر، تکنیک، سینما | 1367       | فارابی ۱۳۶۷ شماره ۱ |  |
| فرهنگ،‌ جان تمدن | 1368       | سوره ۱۳۶۸ شماره ۱۱ |  |
| شاعران در زمانه عسرت به چه کار می آیند؟ | 1369       | سوره ۱۳۶۹ شماره ۲۳ |  |
| | 1370       | |  |
| تنها با یک نفر سخن می گویم! | 1371       | کیهان فرهنگی خرداد ۱۳۷۱ شماره ۸۴                                                                                       |  |
| عبور از مارکسیسم | 1372       | کیهان فرهنگی مهر ۱۳۷۲ شماره ۱۰۲                                                                                        |  |
| میزگرد: بحران هویت (باطن بحرانهای معاصر) | 1372       | نامه فرهنگ ۱۳۷۲ شماره ۹                                                                                                |  |
| دین، ایدئولوژی و تعبیر ایدئولوژیک از دین | 1372       | فرهنگ توسعه فروردین و اردیبهشت ۱۳۷۲ شماره ۵                                                                            |  |
| سرمقاله: عدالت و آزادی | 1372       | نامه فرهنگ ۱۳۷۲ شماره ۱۰ و ۱۱                                                                                          |  |
| (گزارش مختصری از وضع فلسفه در ایران به فرهنگستان علوم جمهوری اسلامی ایران)                                                                                                | 1372       | نامه فرهنگ ۱۳۷۲ شماره ۱۰ و ۱۱                                                                                          |  |
| فلسفه به چه کار می آید؟ | 1372       | نامه فرهنگ زمستان ۱۳۷۲ شماره ۱۲                                                                                        |  |
| انسان، تفکر، رمان (قسمت اول) | 1372       | ادبیات داستانی سال دوم آبان ۱۳۷۲ شماره ۱۳                                                                              |  |
| انقلاب در آموزش (ملاحظاتی در باب برنامه آموزش دوره های راهنمایی و دبیرستان)                                                                                               | 1373       | نامه فرهنگ ۱۳۷۳ شماره ۱۶                                                                                               |  |
| وضعیت فلسفه در ایران | 1373       | دانشگاه انقلاب » تابستان و پاییز 1373 - شماره 98 و 99 (‎11 صفحه - از 97 تا 107 )                                        |  |
| دین و دنیا | 1373       | نامه فرهنگ ۱۳۷۳ شماره ۱۶                                                                                               |  |
| پست مدرن دوران فترت | 1373       | مشرق دی ۱۳۷۳ شماره ۱                                                                                                   |  |
| دعوت دینی و تهاجم فرهنگی | 1373       | مشرق بهمن و اسفند ۱۳۷۳ شماره ۲ و ۳                                                                                     |  |
| تحلیل اندیشه های صدر المتألهین | 1373       | کیهان اندیشه ۱۳۷۳ شماره ۵۷                                                                                             |  |
| تفکر و موقعیت صدرالمتألهین در فلسفه - به مناسبت برپایی گنگره جهانی بزرگداشت صدرالمتألهین (ره)                                                                             | 1374       | خردنامه صدرا » اردیبهشت 1374 - شماره 1 ISC (‎14 صفحه - از 5 تا 18 )                                                     |  |
| هنر و حقیقت 1 | 1374       | فصلنامه هنر ۱۳۷۴ شماره ۲۸                                                                                              |  |
| هنر و حقیقت 2 | 1374       | هنر تابستان و پاییز ۱۳۷۴ شماره ۲۹                                                                                      |  |
| در انتظار هنر | 1375       | سوره ۱۳۷۵ شماره ۷۰ |  |
| Forum on Secularism and Culture | 1375       | نامه فرهنگ ۱۳۷۵ شماره ۲۱                                                                                               |  |
| دین و تجدد | 1375       | نامه فرهنگ ۱۳۷۵ شماره ۲۱                                                                                               |  |
| معرفی و نقد کتاب: اسلام و دنیوی گری (سکولاریسم) (سید محمد نقیب العطاس، احمد آرام)                                                                                         | 1375       | نامه فرهنگ ۱۳۷۵ شماره ۲۱                                                                                               |  |
| نظم و قانون و فرهنگ | 1375       | نامه فرهنگ پاییز ۱۳۷۵ شماره ۲۳                                                                                         |  |
| موقعیت و عظمت ملاصدرا و مکتب او ‏ | 1375       | |  |
| تأملی در مجموعه مفاهیم سنت، تجدد و توسعه | 1375       | |  |
| مقدمه ای برای ورود به بعضی مباحث تطبیقی در فلسفه ‏ | 1375       | |  |
| پلورالیسم و فرهنگ | 1375       | |  |
| تأثیر فلسفه و حکمت متعالیه اسلامی در غرب ‏ | 1375       | |  |
| چند توصیه و تذکر به محققان و پویندگان جوان طریق فلسفه | 1375       | |  |
| سکولاریسم و فرهنگ (میزگرد) | 1375       | |  |
| سرمقاله: سکولاریسم و فرهنگ | 1375       | |  |
| مروری کوتاه بر مفهوم پست مدرنیسم | 1375       | گزارش های کارشناسی (مرکز پژوهش های مجلس شورای اسلامی) سال 1375 (10 صفحه)                                               |  |
| تساهل و تسامح | 1376       | نامه فرهنگ ۱۳۷۶ شماره ۲۸                                                                                               |  |
| پرسش از غرب | 1376       | |  |
| تحصیل علم و اختیار شغل (فرهنگ و آموزش 2) | 1376       | |  |
| تأثیر تفکر شرقی بر فلسفه و تفکر غربی ‏ | 1376       | |  |
| تساهل و تسامح (میزگرد) | 1376       | |  |
| کار و کارآمدی و فرهنگ | 1376       | |  |
| تأثیر تفکر شرقی و اسلامی بر فلسفه و تفکر غربی ‏ | 1376       | |  |
| فرهنگ و کارآمدی | 1376       | |  |
| شورای عالی انقلاب فرهنگی؛ مسؤولیتهای آینده | 1376       | کیهان فرهنگی فروردین و اردیبهشت ۱۳۷۶ شماره ۱۳۲                                                                         |  |
| دین و آزادی | 1376       | قبسات ۱۳۷۶ شماره ۵ و ۶                                                                                                 |  |
| تساهل و تسامح دینی پویایی و بالندگی یا التقاط و انحراف؟! | 1376       | کیهان فرهنگی شهریور ۱۳۷۶ شماره ۱۳۵                                                                                     |  |
| نظری به کتاب فلسفه اولی یا مابعدالطبیعه نگارش ابوالحسن شعرانی تهرانی | 1377       | خردنامه صدرا ۱۳۷۷ شماره ۱۱                                                                                             |  |
| فلسفه حافظ | 1377       | |  |
| شاعر شب سیاه غربت شهر سنگستان | 1377       | |  |
| تبادل و تهاجم فرهنگی | 1377       | |  |
| علم، روش و فلسفه | 1377       | |  |
| وضع علم و پژوهش در ایران | 1377       | |  |
| دین و تجدد | 1378       | نقد و نظر ۱۳۷۸ شماره ۱ و ۲                                                                                             |  |
| اغلاط فاحش در زبان و قلم اهل فضل و پژوهش | 1378       | |  |
| سرمقاله: نظر اجمالی به سیر فلسفه در عالم اسلامی و در ایران | 1378       | |  |
| فلسفه اسلامی | 1378       | |  |
| خرد و سیاست | 1378       | نامه فرهنگ » بهار 1378 - شماره 32 (‎26 صفحه - از 18 تا 43 )                                                             |  |
| رئیس اول مدینه در نظر ملاصدرا | 1378       | |  |
| ویتگنشتاین متفکر زبان | 1378       | |  |
| ملاحظاتی در باب تکنیک | 1378       | |  |
| اخلاق در رمان | 1378       | کتاب ماه ادبیات و فلسفه تیر ۱۳۷۸ شماره ۲۱                                                                              |  |
| خانواده قدیم و جدید | 1379       | کتاب نقد ۱۳۷۹ شماره ۱۷                                                                                                 |  |
| میزگرد: تاریخ و فرهنگ | 1379       | نامه فرهنگ » بهار 1379 - شماره 35 (‎23 صفحه - از 30 تا 52 )                                                             |  |
| نقد ادبی: تجدید عهدی با یک همکار دیرین | 1379       | نامه فرهنگ » زمستان 1379 - شماره 38 (‎11 صفحه - از 24 تا 34 )                                                           |  |
| ادراک بسیط و ادراک مرکب در نظر ملاصدرا و در فلسفه لایب نیتس ‏ | 1379       | |  |
| نظری به عالم متجدد غربی | 1379       | نامه پژوهش پاییز و زمستان ۱۳۷۹ شماره ۱۸ و ۱۹                                                                           |  |
| اخلاق و علم | 1379       | فصلنامه فلسفه دانشگاه تهران ۱۳۷۹ شماره ۱                                                                               |  |
| دین و تجدد | 1379       | اندیشه حوزه ۱۳۷۹ شماره ۲۴                                                                                              |  |
| تاریخ و فلسفه تاریخ | 1380       | قبسات ۱۳۸۰ شماره ۱۹ |  |
| میز گرد: گفتگوی تمدنها | 1380       | نامه فرهنگ » تابستان 1380 - شماره 40 (‎20 صفحه - از 20 تا 39 )                                                          |  |
| میزگرد: فلسفه معاصر | 1380       | نامه فرهنگ » زمستان 1380 - شماره 42 (‎18 صفحه - از 16 تا 33 )                                                           |  |
| آیا میان فلسفه اسلامی و پدیدار شناسی غربی می تواند دیالوگی بر قرار شود؟ ‏                                                                                                  | 1380       | |  |
| ملاصدرا و همزبانی با فلسفه جدید ‏ | 1380       | |  |
| آیا میان فلسفه اسلامی و پدیدار شناسی غربی می تواند دیالوگی برقرار شود؟ | 1380       | |  |
| فلسفه هگل در بوته نقد | 1381       | خردنامه صدرا ۱۳۸۱ شماره ۲۷                                                                                             |  |
| نظری بر عالم خیال | 1381       | خردنامه صدرا تابستان 1381 - شماره 28 ISC (‎3 صفحه - از 19 تا 21 )                                                       |  |
| فلسفه هگل در بوته نقد | 1381       | خردنامه صدرا ۱۳۸۱ شماره ۲۹                                                                                             |  |
| میز گرد: جهانی‌شدن، خزیدن زیر سایه غرب | 1381       | |  |
| میزگرد نامه فرهنگ | 1381       | نامه فرهنگ » بهار 1381 - شماره 43 (‎19 صفحه - از 24 تا 42 )                                                             |  |
| میزگرد نامه فرهنگ | 1381       | بازتاب اندیشه » مهر 1381 - شماره 31 (‎8 صفحه - از 35 تا 42 )                                                            |  |
| میزگرد کتاب و مطبوعات | 1382       | |  |
| میزگرد سنت و تجدد | 1382       | |  |
| ملاحظاتی درباره ی حقوق بشر و نسبت آن با دین و تاریخ | 1382       | |  |
| فلسفه و آینده | 1382       | پژوهشنامه علوم انسانی دانشگاه شهید بهشتی ۱۳۸۲ شماره ۳۹ و ۴۰                                                            |  |
| میزگرد قانون و فرهنگ | 1382       | نامه فرهنگ ۱۳۸۲ شماره ۴۸                                                                                               |  |
| ملاحظاتی درباره ی حقوق بشر و نسبت آن با دین و تاریخ | 1382       | نامه فرهنگ ۱۳۸۲ شماره ۴۸                                                                                               |  |
| مهاجرت دانشمندان بی اهمیت نیست اما فرار دانش و پژوهش مهمتر است | 1382       | نامه فرهنگ ۱۳۸۲ شماره ۴۸                                                                                               |  |
| ملاحظاتی درباره ی قانون، قانونگذاری و فرهنگ | 1382       | نامه فرهنگ ۱۳۸۲ شماره ۴۸                                                                                               |  |
| گزارشی از فعالیت های فرهنگستان های کشور | 1382       | رهیافت ۱۳۸۲ شماره ۳۰                                                                                                   |  |
| تقابل میان سنت و تجدد چه وجهی دارد | 1382       | نامه فرهنگ ۱۳۸۲ شماره ۴۹                                                                                               |  |
| میزگرد هنر و فرهنگ | 1382       | نامه فرهنگ ۱۳۸۲ شماره ۵۰                                                                                               |  |
| میزگرد سنت و تجدد | 1382       | نامه فرهنگ ۱۳۸۲ شماره ۴۹                                                                                               |  |
| ملاحظاتی درباره مسائل کشور | 1382       | نامه فرهنگ ۱۳۸۲ شماره ۴۹                                                                                               |  |
| میزگرد هنر و فرهنگ | 1382       | نامه فرهنگ ۱۳۸۲ شماره ۵۰                                                                                               |  |
| هنر با فرهنگ چه نسبت دارد | 1382       | نامه فرهنگ ۱۳۸۲ شماره ۵۰                                                                                               |  |
| میزگرد: فلسفه و فرهنگ | 1383       | نامه فرهنگ » بهار 1383 - شماره 51 (‎13 صفحه - از 40 تا 52 )                                                             |  |
| میزگرد: پیوستگی و گسستگی فرهنگ | 1383       | نامه فرهنگ ۱۳۸۳ شماره ۵۲                                                                                               |  |
| گسیختگی تاریخی و فرهنگی و تقدم سیاست بر فلسفه | 1383       | نامه فرهنگ ۱۳۸۳ شماره ۵۲                                                                                               |  |
| وقت چیست و چگونه تلف می شود | 1383       | نامه فرهنگ ۱۳۸۳ شماره ۵۲                                                                                               |  |
| میزگرد: فلسفه و اخلاق | 1383       | نامه فرهنگ » پاییز 1383 - شماره 53 (‎16 صفحه - از 34 تا 49 )                                                            |  |
| اخلاق و فرهنگ | 1383       | نامه فرهنگ پاییز ۱۳۸۳ شماره ۵۳                                                                                         |  |
| مقدمه پروفسور محمد ارکون استاد دانشگاه پاریس بر کتاب جاویدان خرد | 1383       | نامه فرهنگ پاییز ۱۳۸۳ شماره ۵۳                                                                                         |  |
| چرا ابن سینا در حکمت عملی اثر مستقلی تصنیف نکرده است؟ | 1383       | نامه فرهنگ پاییز ۱۳۸۳ شماره ۵۳                                                                                         |  |
| تجدد و سکولاریسم | 1383       | نامه فرهنگ ۱۳۸۳ شماره ۵۴                                                                                               |  |
| میزگرد: تجدد و سکولاریسم | 1383       | نامه فرهنگ ۱۳۸۳ شماره ۵۴                                                                                               |  |
| درورای تجدد غربی | 1383       | نامه فرهنگ ۱۳۸۳ شماره ۵۴                                                                                               |  |
| در درس فلسفه چه می آموزیم و از آموزش آن چه بهره ای می بریم | 1383       | فصلنامه فلسفه دانشگاه تهران ۱۳۸۳ شماره ۹                                                                               |  |
| ملاصدرا و سیاست نظری ‏ | 1383       | خردنامه صدرا ۱۳۸۳ شماره ۳۵                                                                                             |  |
| چرا فلسفه می‌آموزیم؟ | 1383       | فلسفه تحلیلی » بهار 1383، پیش شماره 1 (‎16 صفحه - از 23 تا 38 )                                                         |  |
| خلیج فارس، خلیج فارس است | 1384       | نامه فرهنگ ۱۳۸۴ شماره ۵۵                                                                                               |  |
| سرگذشت سیاست در عالم اسلام | 1384       | نامه فرهنگ ۱۳۸۴ شماره ۵۵                                                                                               |  |
| میزگرد جغرافیای تاریخی و فرهنگی خلیج فارس | 1384       | نامه فرهنگ ۱۳۸۴ شماره ۵۵                                                                                               |  |
| ما و راه دشوار تجدد (رضا داوری اردکانی) | 1384       | نامه فرهنگ ۱۳۸۴ شماره ۵۵                                                                                               |  |
| میزگرد: سیاست و گفت وگوی تمدن‌ها | 1384       | نامه فرهنگ ۱۳۸۴ شماره ۵۶                                                                                               |  |
| شرایط امکان دیالوگ میان ادیان | 1384       | نامه فرهنگ ۱۳۸۴ شماره ۵۶                                                                                               |  |
| گفت و شنود (گفت وگوی) تمدن ها و فرهنگ ها | 1384       | نامه فرهنگ ۱۳۸۴ شماره ۵۶                                                                                               |  |
| هرمنوتیک در فلسفه و ادبیات دینی معاصر ایران | 1384       | نامه فرهنگ ۱۳۸۴ شماره ۵۸                                                                                               |  |
| شیوه اهل نظر، صبوری است / سخنرانی در مراسم بزرگ داشت زنده یاد مددپور | 1384       | سوره اندیشه » اردیبهشت 1384 - شماره 16 (‎3 صفحه - از 20 تا 22 )                                                         |  |
| ذکر جمیل مولانا جلال الدین بلخی | 1384       | نامه فرهنگ ۱۳۸۴ شماره ۵۸                                                                                               |  |
| ماهیت علم، تصور یا تصدیق | 1384       | کتاب نقد » زمستان 1384 - شماره 37 (‎42 صفحه - از 297 تا 338 )                                                           |  |
| الجمع بین رایی الحکیمین | 1385       | دانشنامه جهان اسلام جلد 10 (جراید - جنبه) (‎6 صفحه - از 681 تا 686 )                                                    |  |
| فلسفه آینده | 1385       | بازتاب اندیشه ۱۳۸۵ شماره ۸۱                                                                                            |  |
| تاریخ نگاری جنگ در گفت و گو با دکتر رضا داوری | 1385       | نگین ایران پاییز 1385 - شماره 18 (‎17 صفحه - از 10 تا 26 )                                                              |  |
| نکاتی در باب قضیه دروغگو | 1385       | فصلنامه فلسفه دانشگاه تهران ۱۳۸۵ شماره ۱۱                                                                              |  |
| حرف زدن راجع به فرهنگ هم آسان و هم مشکل است | 1385       | مهندسی فرهنگی بهمن و اسفند ۱۳۸۵ شماره ۶ و ۷                                                                            |  |
| اگر تکنولوژی حکومت کند | 1385       | بازتاب اندیشه ۱۳۸۵ شماره ۷۹                                                                                            |  |
| گزارش نشست نقد و بررسی کتاب فرهنگ نامه تاریخی مفاهیم فلسفه: با حضور دکتر رضاداوری اردکانی ، دکتر محمدرضا بهشتی ، دکتر علی اصغر مصلح ، دکتر بهمن پازوکی و دکتر مازیار ناصر | 1386       | کتاب ماه فلسفه سال اول بهمن ۱۳۸۶ شماره ۵                                                                               |  |
| رؤیای تعبیر شده (بازخوانی نمایشنامه «ایرانیان» اثر اشیل) | 1386       | خردنامه همشهری تیر ۱۳۸۶ شماره ۱۶                                                                                       |  |
| کاش می توانستیم چشم ها را بشوییم / پاسخ دکتر رضا داوری اردکانی به نقد کتاب فلسفه ، سیاست و خشونت                                                                          | 1386       | کتاب ماه فلسفه سال اول آذر ۱۳۸۶ شماره ۳                                                                                |  |
| فردید فیلسوف بود | 1386       | خردنامه همشهری مهر ۱۳۸۶ شماره ۱۹                                                                                       |  |
| رورتی به لوازم پراگماتیسم چندان پای بند نبود: گفت و گو با رضا داودی درباره آرا و آثار ریچارد رورتی                                                                        | 1386       | کتاب ماه فلسفه سال اول اسفند ۱۳۸۶ شماره ۶                                                                              |  |
| چیستی معنای زندگی (1)، (2) و (3) | 1386       | بازتاب اندیشه ۱۳۸۶ شماره ۸۴                                                                                            |  |
| چاپ مجدد گفت‌و‌گو با دکتر رضا داوری | 1386       | نگین ایران » زمستان 1386 - شماره 23 (‎11 صفحه - از 166 تا 176 )                                                         |  |
| تمهید مقدمه ای برای تدوین برنامه علم و پژوهش | 1387       | راهبرد فرهنگ تابستان ۱۳۸۷ شماره ۲                                                                                      |  |
| بحران فلسفه (1) و (2) | 1387       | بازتاب اندیشه ۱۳۸۷ شماره ۱۰۳                                                                                           |  |
| دیدگاه ملاصدرا در مورد حیوانات | 1387       | کیهان فرهنگی آذر ۱۳۸۷ شماره ۲۶۶                                                                                        |  |
| ملاحظاتی در باب ترجمه «بحث و نظر» | 1387       | فصلنامه فلسفه دانشگاه تهران تابستان ۱۳۸۷ شماره ۶                                                                       |  |
| گفت و گو: آموزش و پرورش مظهر و آئینه وضع کشور است | 1387       | مهندسی فرهنگی فروردین و اردیبهشت ۱۳۸۷ شماره ۱۵ و ۱۶                                                                    |  |
| گفت و گوی ماه: فارابی از منظر فیلسوف فرهنگ | 1387       | کتاب ماه فلسفه دی ۱۳۸۷ شماره ۱۶                                                                                        |  |
| امکانات و راه های تفکر در ایران معاصر | 1387       | بازتاب اندیشه ۱۳۸۷ شماره ۱۰۳                                                                                           |  |
| ضرورت بازنگری در بخش ریشه شناسی فرهنگ سخن | 1388       | دانشکده ادبیات و علوم انسانی (باهنر کرمان) دوره جدید بهار ۱۳۸۸ شماره ۲۵                                                |  |
| غزالی و فلسفه اسلامی | 1388       | جاویدان خرد دوره جدید تابستان ۱۳۸۸ شماره ۳                                                                             |  |
| امنیت سیاسی در اندیشه امام خمینی (ره) | 1388       | دانش سیاسی پاییز و زمستان ۱۳۸۸ شماره ۲                                                                                 |  |
| طنز در رباعیات خیام | 1388       | رشد آموزش زبان و ادب فارسی زمستان ۱۳۸۸ شماره ۹۲                                                                        |  |
| عالمی دیگر آدمی دیگر | 1389       | سوره اندیشه بهمن و اسفند ۱۳۸۹ شماره ۴۸ و ۴۹                                                                            |  |
| گفت و گو: هستی از منظر هایدگر | 1389       | کتاب ماه فلسفه اسفند ۱۳۸۹ شماره ۴۲                                                                                     |  |
| علوم انسانی را برای چه می خواهیم؟ | 1389       | سوره اندیشه آذر و دی ۱۳۸۹ شماره ۴۶ و ۴۷                                                                                |  |
| مجله ماه: درباره نامه فرهنگ | 1389       | کتاب ماه فلسفه » اردیبهشت 1389 - شماره 32 (‎7 صفحه - از 110 تا 116 )                                                    |  |
| هنر و ادب اسلام: نظم نوین شهر و خانه؛ خلاصه ی مقاله ی «ملاحظاتی در باب طرح مدینه ی اسلامی»                                                                                | 1390       | سوره اندیشه بهار ۱۳۹۰ شماره ۵۰ و ۵۱                                                                                    |  |
| هرکس به تماشایی | 1390       | سعدی شناسی » اردیبهشت 1390 - شماره 14 (‎6 صفحه - از 153 تا 158 )                                                        |  |
| سقراطِ افلاطون کیست؟ | 1390       | تاریخ فلسفه سال دوم تابستان ۱۳۹۰ شماره ۱ (پیاپی ۵)                                                                     |  |
| نظریه اجتماعی ایران: اشاراتی به وضع علوم انسانی در ایران | 1390       | سوره اندیشه بهار ۱۳۹۰ شماره ۵۰ و ۵۱                                                                                    |  |
| کانت، فوکو و سنت انتقادی | 1392       | نشریه فلسفه سال ۴۱ بهار و تابستان ۱۳۹۲ شماره ۱                                                                         |  |
| سعدی مفتی ملت اصحاب نظر | 1392       | سعدی شناسی » اردیبهشت 1392 - شماره 16 (‎10 صفحه - از 14 تا 23 )                                                         |  |
| درباره رسالت روح و نفس | 1392       | بزرگداشت آیت الله سید محمد خامنه‌ای » دوره 1؛ 1392/03/29 - 1392/03/29 (‎10 صفحه - از 53 تا 62 )                          |  |
| ضرورت بازنگری در بخش ریشه شناسی فرهنگ سخن | 1393       | بزرگداشت دکتر حسن انوری » دوره 1؛ 1393/01/29 - 1393/01/29 (‎22 صفحه - از 187 تا 208 )                                   |  |
| افلاطون، اینهمانی و فضیلت | 1395       | متافیزیک سال هشتم بهار و تابستان ۱۳۹۵ شماره ۲۱                                                                         |  |
| طنز و طیبت در سخن سعدی | 1395       | سعدی شناسی » پاییز 1395 - شماره 2 (‎18 صفحه - از 43 تا 60 )                                                             |  |
| کربن و اهمیت فلسفۀ اسلامی در جهان کنونی | 1395       | بزرگداشت پروفسور هانری کربن » دوره 1؛ 1395/06/29 - 1395/06/29 (‎14 صفحه - از 77 تا 90 )                                 |  |
| بررسی و نقد فلسفه میان فرهنگی به مثابه رویکرد بینادینی در نگاه ادهر مال                                                                                                   | 1397       | اندیشه نوین دینی » پاییز 1397 - شماره 54 رتبه الف (وزارت علوم/ISC (‎20 صفحه - از 125 تا 144 )                           |  |
| دریغا که دیگر نیست | 1397       | بخارا » خرداد و تیر 1397 - شماره 124 (‎3 صفحه - از 185 تا 187 )                                                         |  |
| ادای احترام به استاد عزیز دکتر اعوانی | 1397       | بزرگداشت دکتر غلامرضا اعوانی» دوره 1؛ 1397/05/29 - 1397/05/29 (‎3 صفحه - از 145 تا 147 )                                |  |
| پژوهشی در: نقش اصل این همانی در ماهیت ذهنی – منطقی مقولات وجود ارسطو | 1398       | پژوهش های فلسفی بهار 1398 - شماره 26 رتبه الف (وزارت علوم/ISC (‎11 صفحه - از 384 تا 394 )                               |  |
| مقاله آغازین؛ فلسفه‌ی اسلامی و ارتباط ایران و اروپا | 1398       | نقد کتاب حکمت » بهار 1398، سال اول - شماره 17 (‎8 صفحه - از 7 تا 14 )                                                   |  |
| جایگاه معرفت‌شناختی فرونسیس و اهمیت آن در فلسفه اخلاق ارسطو | 1398       | تاریخ فلسفه » تابستان 1398، سال دهم - شماره 1 رتبه ب (وزارت علوم/ISC (‎16 صفحه - از 63 تا 78 )                          |  |
| مفهوم علوم انسانی دراندیشه نخست ویلهلم دیلتای | 1398       | غرب شناسی بنیادی » بهار و تابستان 1398، سال دهم - شماره 1 (پیاپی 19) رتبه ب (وزارت علوم/ISC (‎20 صفحه - از 237 تا 256 ) |  |
| مفهوم علوم انسانی دراندیشه متاخر ویلهلم دیلتای | 1398       | غرب شناسی بنیادی » پاییز و زمستان 1398، سال دهم - شماره 2 (پیاپی 20) رتبه ب (وزارت علوم/ISC (‎24 صفحه - از 219 تا 242 ) |  |
| رویکرد پراگماتیستی در تعلیم و تربیت: ریچارد رورتی | 1398       | متافیزیک » بهار و تابستان 1398 - شماره 27 رتبه الف (وزارت علوم/ISC (‎25 صفحه - از 157 تا 181 )                          |  |
| سوبژکتیویته در فلسفه دکارت | 1399       | پژوهش های فلسفی بهار 1399 - شماره 30 رتبه الف (وزارت علوم/ISC (‎23 صفحه - از 78 تا 100 )                                |  |
| تاملی در باب فلسفه تطبیقی | 1399       | اطلاعات حکمت و معرفت » بهار 1399، سال پانزدهم - شماره 6 (‎3 صفحه - از 5 تا 7 )                                          |  |
| بررسی روشمندی ظهور فلسفه سیاسی در آثار اولیه سینمای ایران در دوران پهلوی اول (1306-1320)                                                                                  | 1399       | جستارهای سیاسی معاصر سال یازدهم بهار ۱۳۹۹ شماره ۱ (پیاپی ۳۵) 27-52                                                     |  |
| مابعدالطبیعه (متافیزیک) چیست؟ | 1399       | خردنامه صدرا دوره ۲۵ تابستان ۱۳۹۹ شماره ۴ (پیاپی ۱۰۰)                                                                  |  |
| تمایز "مدینه" و "شهر" در یونان و روم باستان و اهمیت مفهوم مدینه در فهم فلسفه سیاسی معاصر                                                                                  | 1399       | غرب شناسی بنیادی » بهار و تابستان 1399، سال یازدهم - شماره 1 رتبه ب (وزارت علوم/ISC (‎30 صفحه - از 135 تا 164 )         |  |
| تقدم سوفیا بر فرونسیس و اهمیت آن در فلسفۀ اخلاق ارسطو | 1399       | تاریخ فلسفه » زمستان 1399، سال یازدهم - شماره 3 رتبه ب (وزارت علوم/ISC (‎22 صفحه - از 63 تا 84 )                        |  |
| امکان قرائت فلسفه میان فرهنگی در اندیشه مولوی با تأکید بر آراء ادهرمال | 1399       | مطالعات اندیشه معاصر مسلمین » پاییز و زمستان 1399- شماره 12 رتبه علمی-پژوهشی (حوزه علمیه (‎29 صفحه - از 101 تا 129 )    |  |
| فارابی و نقش تخیل در تحصیل سعادت | 1400       | حکمت معاصر سال دوازدهم پاییز و زمستان ۱۴۰۰ شماره ۲ (پیاپی ۳۳) 189-218                                                  |  |
| مقام طنز و طیبت در سخن سعدی | 1400       | مطالعات شهریار پژوهی اردیبهشت 1400، دوره هشتم - شماره 29 (‎16 صفحه - از 41 تا 56 )                                      |  |
| فلسفه و تعامل جهان و انسان؛ گزارشی از بیست و پنجمین همایش بزرگذاشت حکیم صدرالمتألهین (ملاصدرا) (خرداد 1400: تهران)                                                        | 1400       | خردنامه صدرا دوره ۲۵ تابستان ۱۴۰۰ شماره ۴ (پیاپی ۱۰۴) 123-140                                                          |  |
| از انگاره خدا در مابعدالطبیعه کلاسیک تا طرح جایگزین نیچه | 1400       | پژوهش های فلسفی زمستان ۱۴۰۰ شماره ۳۷                                                                                   |  |
| نفس در مابعدالطبیعه مذموم و ممدوح در اندیشه کانت | 1401       | پژوهش های هستی شناختی سال یازدهم بهار و تابستان ۱۴۰۱ شماره                                                             |  |

### عربی
| عنوان مقاله                                                     | سال انتشار | منبع                                                                                          | مترجم        | ارجاع  |
| --------------------------------------------------------------- | ---------- | --------------------------------------------------------------------------------------------- | ------------ | ------ |
| التنمیة و الحداثة، ملاحظات نقدیة                                | 1427       | نصوص معاصرة » صیف 1427 - العدد 7 (‎5 صفحه - از 101 تا 105 )                                    |              | [ ۱ ]  |
| التاریخ و فلسفته                                                | 1437       | المنهاج » خریف 1437 - العدد 78 ISC (‎30 صفحه - از 273 تا 302 )                                 |              | [ ۲ ]  |
| التاریخ و فلسفة التاریخ قراءة إسلامیة                           | 1427       | المنهاج » ربیع 1427 - العدد 41 ISC (‎29 صفحه - از 93 تا 121 )                                  |              | [ ۳ ]  |
| الهرمنیوطیقا و الفلسفة المعاصرة                                 | 1423       | قضایا اسلامیة معاصرة » 1423 - العدد 19 ISC (‎14 صفحه - از 238 تا 251 )                         |              | [ ۴ ]  |
| ندوة: العقلانیة الدینیة و علم الکلام                            | 1422       | قضایا اسلامیة معاصرة » 1422 - العدد 18 ISC (‎50 صفحه - از 79 تا 128 )                          |              | [ ۵ ]  |
| إشکالیَّة نسبة الدین والحداثة                                     |            | الحیاة الطیبة » شتاء 2001 - العدد 5 (‎11 صفحه - از 83 تا 93 )                                  |              | [ ۶ ]  |
| التعددیة الدینیة/ قراءة فی البعد الثقافی                        | 1421       | التوحید (ایران) » جمادی الآخرة 1421 - العدد 105 (‎34 صفحه - از 103 تا 136 )                    |              | [ ۷ ]  |
| الفلسفة والدیانة من وجهة نظر الفارابی                           | 1408       | الثقافة الاسلامیة » رجب و شعبان 1408 - العدد 17 (‎12 صفحه - از 160 تا 171 )                    |              | [ ۸ ]  |
| الأسس النظریة للحضارة و العلاقات الإنسانیة (العائلة)            | 1425       | دراسات فی العلوم الانسانیه » ربیع الثانی 1415، السنة 6 - العدد 12 ISC (‎12 صفحه - از 1 تا 12 ) |              | [ ۹ ]  |
| ندوة: علم الکلام الإسلامی و مشروع الدفاع العقلانی عن الدین (1)  | 1426       | نصوص معاصرة » خریف 1426 - العدد 4 (‎27 صفحه - از 11 تا 37 )                                    | حیدر حب الله | [ ۱۰ ] |
| المركز والضواحي؛ بصدد المطلق الحضاري في التاريخ العلماني الغربي |            | الاستغراب » شتاء 2016 - العدد 2 (‎15 صفحه - از 268 تا 282 )                                    |              | [ ۱۱ ] |
| في إمكانية معرفة الغرب، ملاحظات منهجية                          |            | الاستغراب » خریف 2015 - العدد 1 (‎12 صفحه - از 252 تا 263 )                                    |              | [ ۱۲ ] |

## یادنامه‌ها
- فیلسوف فرهنگ، به کوشش حسین کلباسی اشتری، تهران: مؤسسه پژوهشی حکمت و فلسفه، ۱۳۸۷
- زندگی‌نامه و خدمات علمی و فرهنگی دکتر رضا داوری اردکانی، تهران: انجمن آثار و مفاخر فرهنگی، ۱۳۸۳
- چهره‌های ماندگار: دکتر رضا داوری اردکانی، به کوشش محمود اسعدی، ستاد چهره‌های ماندگار، ۱۳۸۱